# ホアキン・ロドリゲス
ホアキン・ロドリゲス・オリベル（カタルーニャ語: Joaquim Rodríguez Oliver、1979年5月12日－ ）は、スペイン・カタルーニャ州バルセロナ出身の元自転車競技選手。

## 経歴
2001年、オンセ・エロスキよりプロロードレース選手としてデビュー。
2003年、パリ～ニースで初のワールドツアー優勝。同年、ブエルタ・ア・エスパーニャでグランツール1勝目を挙げる。
2004年、サウニエル・ドゥバル＝プロディール（現 ジェオックス・TMC）に移籍。
2006年、ケス・デパーニュに移籍。
2008年、ブエルタ第13ステージ、終盤の上り坂において、エースのアレハンドロ・バルベルデを終始引っ張った他、区間優勝を果たすことになるアルベルト・コンタドールとともに3人で最後まで区間優勝争いを演じ、コンタドール、バルベルデと僅差の3位。また総合順位も6位と健闘した。
2010年、チーム・カチューシャへ移籍。ブエルタ・ア・エスパーニャでは、第14ステージを制し、第16ステージ後に総合首位に立ったが、第17ステージの個人タイムトライアルで区間優勝のペーター・ヴェリトスに6分12秒差の区間105位と大敗したため、総合優勝争いから脱落した。最終順位は総合4位となった。（後に2位のエセキエル・モスケラのドーピング違反により3位に繰り上げ）。年間シリーズ戦、UCIワールドランキング2010 総合優勝。
2011年、アムステルゴールドレースとフレッシュ・ワロンヌでは、いずれもフィリップ・ジルベールに惜敗し2位。
2012年、ジロ・デ・イタリアでは最終ステージの個人タイムトライアルでライダー・ヘシェダルに逆転を許し、総合2位。同年、ブエルタ・ア・エスパーニャでは第4〜第16ステージまで総合首位だったが、第17ステージにおいて陥落。さらにいずれも首位だったポイント賞、複合賞の両部門でも、最終ステージでアレハンドロ・バルベルデにいずれも逆転され、総合3位。
2016年、参加中で総合5位につけるツール・ド・フランスの休息日1日目、記者会見で今シーズン限りでの現役引退を発表したが、同年10月バーレーン・メリダに加入し、2017年シーズンも現役選手として走ることを表明し、引退を撤回した。が、再び引退を表明し、同年限りで引退した。

## 特徴
選手生活をクリーンで貫いてきた数少ない選手でもあり、年間ランキング1位にも3度（2010、2012、2013）と常に上位の成績を残す安定感のあるライダーである。
愛称であるプリト(小さな葉巻)は、プロになりたての頃に先輩ライダー達が苦労しながら越えていく坂を、軽々とクリアしていく際にタバコを吸う仕草をしたことに由来する。激坂男と呼ばれるほどに急勾配の短い上りで爆発的な強さを見せる。
グラン・ツールでは総合トップ10に入ること11回、その中で表彰台は5回、2度の2位と総合優勝にはあと一歩のところで届いていない。

## 主な戦績

### 2003年
- パリ〜ニース　区間優勝(第6ステージ)
- カタルーニャ一周　区間優勝（第1ステージ）
- ブエルタ・ア・エスパーニャ　区間優勝（第1ステージ・チームタイムトライアル、第8ステージ）

### 2004年
- セトマナ・カタラナ（カタロニア週間レース）　総合優勝

### 2005年
- ブエルタ・ア・ブルゴス　総合2位
- クラシカ・サンセバスティアン　2位
- ブエルタ・ア・エスパーニャ　山岳賞

### 2006年
- パリ〜ニース　区間優勝(第5ステージ)
- クラシカ・プリマベーラ　3位
- ブエルタ・ア・エスパーニャ　総合17位

### 2007年
- GP・ミゲル・インドゥライン　2位
- クラシカ・プリマベーラ　優勝
- スペイン選手権　個人ロードレース　優勝
- プルエバ・ビリャフランカ・デ・オルディシア　優勝

### 2008年
- ティレノ〜アドリアティコ　区間優勝(第3ステージ)
- グラン・プレミオ=ミゲル・インドゥライン　3位
- ブエルタ・ア・エスパーニャ　総合6位
- 世界選手権・個人ロードレース　6位

### 2009年
- ティレノ〜アドリアティコ　区間優勝(第4ステージ)
- リエージュ〜バストーニュ〜リエージュ　2位
- プルエバ・ビリャフランカ・デ・オルディシア　2位
- ブエルタ・ア・ブルゴス　区間優勝(第2ステージ)
- ブエルタ・ア・エスパーニャ　総合7位
- 世界選手権・個人ロードレース　3位

### 2010年
- パリ〜ニース　総合6位

- カタルーニャ一周　総合優勝
- GP・ミゲル・インドゥライン　優勝
- バスク一周　総合3位、区間優勝（第5ステージ）
- フレッシュ・ワロンヌ　2位
- ツール・ド・スイス
- ツール・ド・フランス　総合6位、区間優勝（第12ステージ）
- ブエルタ・ア・エスパーニャ　総合3位、区間優勝（第14ステージ）
- UCIワールドランキング2010　総合優勝

### 2011年
- バスク一周　区間優勝（第1ステージ）
- アムステルゴールドレース　2位
- フレッシュ・ワロンヌ　2位
- ジロ・デ・イタリア　総合5位
- クリテリウム・デュ・ドフィネ　 ポイント賞、 山岳賞、区間優勝（第6、7ステージ）
- クラシカ・サンセバスティアン　3位
- シルクイト・デ・ゲチョ　3位
- ブエルタ・ア・ブルゴス　総合優勝、区間優勝(第2ステージ)
- ブエルタ・ア・エスパーニャ　区間優勝（第5、8ステージ）
- ジロ・ディ・ロンバルディア　3位
- UCIワールドツアー　個人総合4位

### 2012年
- ティレーノ〜アドリアティコ　区間1勝（第6ステージ）
- バスク一周　総合2位、区間2勝（第4、5ステージ）
- フレッシュ・ワロンヌ　優勝
- ジロ・デ・イタリア　総合2位　（総合首位　第10〜13、第15〜第20）、 ポイント賞、区間優勝（第10、17ステージ）
- ブエルタ・ア・エスパーニャ　総合3位　(総合首位　第4〜第16)、区間優勝（第6、12、14ステージ）
- ジロ・ディ・ロンバルディア　優勝
- UCIワールドツアー　総合優勝

### 2013年
- ツアー・オブ・オマーン　区間優勝(第4ステージ)
- ティレーノ〜アドリアティコ　区間優勝(第5ステージ)
- カタルーニャ一周　総合2位
- リエージュ〜バストーニュ〜リエージュ　2位
- ツール・ド・フランス　総合3位
- ブエルタ・ア・エスパーニャ　総合4位、区間優勝(第19ステージ)
- ジロ・ディ・ロンバルディア　優勝
- UCIワールドツアー　総合優勝

### 2014年
- カタルーニャ一周　総合優勝、区間優勝(第3ステージ)
- クラシカ・サンセバスティアン　3位
- ブエルタ・ア・エスパーニャ　総合4位

### 2015年
- バスク一周　総合優勝、区間優勝（第3、4ステージ)
- リエージュ〜バストーニュ〜リエージュ　3位
- ツール・ド・フランス　区間優勝（第3、12ステージ）
- ブエルタ・ア・エスパーニャ　総合2位、 複合賞、区間優勝（第15ステージ）